# 瑪麗亞·德熱蘇斯
瑪麗亞·德熱蘇斯（1893年9月10日—2009年1月2日）是一名葡萄牙超級人瑞。

## 生平
瑪麗亞·德熱蘇斯1893年出生於葡萄牙王国中部歐倫附近的窮苦地區，12歲時即開始從事農務，從沒上過學，所以終其一生都無法讀寫。
1919年她与何塞·多斯桑托斯结婚，育有5名子女、11名孙辈、16名曾孙辈、6名玄孙辈，1951年对方去世，即她57岁开始寡妇。
她和女儿之一马达莱娜（1924年12月25日—）长居，生活物质条件中等，却总是相当健康，而且她婉拒了许多超级人瑞能特别享有的特别护理屋。除了移动能力轻微迟钝，她的口齿耳目基本保持十分清晰。
在她人生中的末端时期，她依旧能微笑回应和挥手致意很多慕名前来的参观者，也依旧能拐杖行走；之后常常认不出自家人了。
2009年1月2日，她前往医院檢查肺水腫，在救護車途中逝世，享嵩壽115歲114天，生平去医院的次数总共2次，含与世长辞的这1次。

## 長壽秘诀
她喜欢欣赏家庭旧相册、午后自家门口日光浴、洗澡，饮食喜好比较偏好甜品，比如葡萄牙米布丁和冰淇淋。
而且她一生完全禁烟禁酒，基本不喝咖啡，而且她几乎完全纯属素食主义者，除了鱼肉。

## 來源
1. 1 2 3 4 5  . 老人学研究组织.   [2022-09-12]. （原始内容存档于2022-05-22）.